# Aldercar and Langley Mill
Aldercar and Langley Mill est une paroisse civile du Derbyshire, en Angleterre.